# Myriam Martin
Pour les articles homonymes, voir Martin.
Myriam Martin, née le 17 mars 1968 à Lavelanet (Ariège), est une femme politique française.
Elle est d’abord dirigeante du Nouveau Parti anticapitaliste (NPA), dont elle est porte-parole avec Christine Poupin d’avril 2011 à mars 2012, avant d'intégrer la Gauche anticapitaliste, Ensemble puis La France insoumise. Elle est conseillère régionale d'Occitanie de 2016 à 2021.

## Origines, famille et études
Issue d'une famille ouvrière communiste et cégétiste, Myriam Martin est la petite-fille d'un combattant anti-franquiste et membre des francs-tireurs et partisans (FTP) dans l'Aude[réf. à confirmer].
Elle est professeure d’histoire-géographie en lycée professionnel, et travaille depuis plusieurs années au lycée Bellevue de Toulouse. Elle est également professeur de lettres.

## Carrière politique

### Débuts
Myriam Martin s'engage en politique en 1986. Elle rejoint d'abord les Jeunesses communistes révolutionnaires (JCR) puis la Ligue communiste révolutionnaire (LCR) à Toulouse. En 2002, elle devient porte-parole de la fédération de Haute-Garonne du parti[réf. à confirmer].

### Porte-parole du NPA
Le 4 avril 2011, Myriam Martin accède avec Christine Poupin au porte-parolat du Nouveau Parti anticapitaliste, en remplacement d'Olivier Besancenot. Ce dernier ayant annoncé en mai 2011 son intention de ne pas se présenter à l'élection présidentielle de 2012, Myriam Martin fait partie des militants pressentis pour représenter le parti lors de ce scrutin, jusqu'à la désignation de Philippe Poutou. Après avoir combattu en interne la campagne de Philippe Poutou, elle démissionne de son poste de porte-parole en mars 2012 pour soutenir la candidature de Jean-Luc Mélenchon (Front de gauche) à la présidentielle puis se met en retrait du NPA.

### Entrée au Front de gauche
Myriam Martin annonce son départ pour intégrer le Front de gauche (FG) le 8 juillet 2012.
Aux Élections européennes de 2014, elle est la candidate du Front de gauche dans la Circonscription Ouest.
Lors des élections régionales de 2015 en Languedoc-Roussillon Midi-Pyrénées, elle se présente sur la liste « Nouveau Monde en commun » (EÉLV - FG) menée par Gérard Onesta, qui arrive en 4e position à l'issue du premier tour. Elle est élue conseillère régionale à l'issue du second tour, sur la liste « Notre Sud en commun » issue de la fusion de sa liste avec la liste « Notre Sud » de Carole Delga (PS). Elle préside la commission éducation et jeunesse.

### Au sein de la France insoumise
Elle intègre par la suite le mouvement politique La France insoumise. En 2020, elle est tête de liste pour la France insoumise aux sénatoriales en Haute-Garonne, où elle est battue avec 4,4 % des voix.
Aux élections régionales de 2021 en Occitanie, Myriam Martin est à la tête d'une liste soutenue par La France insoumise (LFI), le Nouveau Parti anticapitaliste (NPA) et la Gauche démocratique et sociale (GDS). Sa liste obtient 5,1 % des suffrages et ne fusionne avec aucune autre liste en vue du second tour.
Dans le cadre de l'union des gauches par le Nouveau Front Populaire (NFP), Myriam Martin supplée l'écologiste Christine Arrighi, élue députée en Haute-Garonne (neuvième circonscription).